# Kosei Shibasaki
Kosei Shibasaki (Nagasaki, 28 augustus 1984) is een Japans voetballer.

## Carrière
Kosei Shibasaki speelde tussen 2007 en 2012 voor Tokyo Verdy en Kawasaki Frontale. Hij tekende in 2012 bij Tokyo Verdy.